# Strawczyn
Strawczyn is een dorp in het Poolse woiwodschap Święty Krzyż, in het district Kielecki. De plaats maakt deel uit van de gemeente Strawczyn en telt 1000 inwoners.